# Squash nos Jogos Pan-Americanos de 2015 - Individual feminino
A competição do individual feminino foi um dos eventos do squash nos Jogos Pan-Americanos de 2015, em Toronto. Foi disputada no Centro de Exposições entre os dias 11 e 13 de julho.  

## Calendário
Horário local (UTC-4).
| Data        | Horário | Fase             |
| ----------- | ------- | ---------------- |
| 11 de julho | 10:06   | Oitavas de final |
| 12 de julho | 10:07   | Quartas de final |
| 12 de julho | 19:07   | Semifinal        |
| 13 de julho | 20:37   | Final            |

## Medalhistas
| Ouro   | USA Amanda Sobhy                        |
| Prata  | USA Olivia Blatchford                   |
| Bronze | CAN Samantha Cornett MEX Samantha Terán |

## Resultados

### Final
|  | Semifinal | Semifinal             | Semifinal             | Semifinal | Semifinal | Semifinal | Semifinal        |    |    | Final | Final | Final | Final | Final | Final | Final |
|  |           |                       |                       |           |           |           |                  |    |    |       |       |       |       |       |       |       |
|  |           | USA Amanda Sobhy      | 11                    | 11        | 11        |           |                  |    |    |       |       |       |       |       |       |       |
|  |           | CAN Samantha Cornett  | 8                     | 3         | 3         |           |                  |    |    |       |       |       |       |       |       |       |
|  |           | CAN Samantha Cornett  | 8                     | 3         | 3         |           | USA Amanda Sobhy | 11 | 11 | 11    |       |       |       |       |       |       |
|  |           |                       |                       |           |           |           |                  | 11 | 11 | 11    |       |       |       |       |       |       |
|  |           |                       | USA Olivia Blatchford | 8         | 3         | 3         |                  |    |    |       |       |       |       |       |       |       |
|  |           | USA Olivia Blatchford | USA Olivia Blatchford | 8         | 3         | 3         | 11               | 11 | 11 |       |       |       |       |       |       |       |
|  |           | USA Olivia Blatchford |                       |           |           |           | 11               | 11 | 11 |       |       |       |       |       |       |       |
|  |           | MEX S Terán           | 7                     | 6         | 7         |           |                  |    |    |       |       |       |       |       |       |       |

### Chave superior
| Oitavas de final | Oitavas de final | Oitavas de final | Oitavas de final | Oitavas de final |  |  | Quartas de final | Quartas de final | Quartas de final | Quartas de final | Quartas de final |  |  | Semifinal | Semifinal     | Semifinal | Semifinal | Semifinal |
|                  |                  |                  |                  |                  |  |  |                  |                  |                  |                  |                  |  |  |           |               |           |           |           |
|                  |                  |                  |                  |                  |  |  |                  |                  |                  |                  |                  |  |  |           |               |           |           |           |
|                  |                  |                  |                  |                  |  |  |                  | USA A Sobhy      | 11               | 11               | 11               |  |  |           |               |           |           |           |
|                  | BRA T Serafini   | 11               | 11               | 11               |  |  |                  | BRA T Serafini   | 7                | 7                | 3                |  |  |           |               |           |           |           |
|                  | MEX K Urrutia    | 3                | 2                | 5                |  |  |                  |                  |                  |                  |                  |  |  |           | USA A Sobhy   | 11        | 11        | 11        |
|                  | ARG M Falcione   | 7                | 8                | 9                |  |  |                  |                  |                  |                  |                  |  |  |           | CAN S Cornett | 8         | 3         | 3         |
|                  | CHI G Delgado    | 11               | 11               | 11               |  |  |                  | CHI G Delgado    | 6                | 5                | 5                |  |  |           |               |           |           |           |
|                  | GUA P Anckermann | 6                | 4                | 0                |  |  |                  | CAN S Cornett    | 11               | 11               | 11               |  |  |           |               |           |           |           |
|                  | CAN S Cornett    | 11               | 11               | 11               |  |  |                  |                  |                  |                  |                  |  |  |           |               |           |           |           |

### Chave inferior
| Oitavas de final | Oitavas de final | Oitavas de final | Oitavas de final | Oitavas de final |  |  | Quartas de final | Quartas de final | Quartas de final | Quartas de final | Quartas de final |  |  | Semifinal | Semifinal        | Semifinal | Semifinal | Semifinal |
|                  |                  |                  |                  |                  |  |  |                  |                  |                  |                  |                  |  |  |           |                  |           |           |           |
|                  | USA O Blatchford | 11               | 11               | 11               |  |  |                  |                  |                  |                  |                  |  |  |           |                  |           |           |           |
|                  | BRA T Damasio    | 5                | 5                | 2                |  |  |                  | USA O Blatchford | 11               | 11               | 11               |  |  |           |                  |           |           |           |
|                  | GUA W Bonilla    |                  | 9                | 5                |  |  |                  | CHI A Pinto      | 3                | 4                | 7                |  |  |           |                  |           |           |           |
|                  | CHI A Pinto      | 11               | 11               | 11               |  |  |                  |                  |                  |                  |                  |  |  |           | USA O Blatchford | 11        | 11        | 11        |
|                  | CAN H Naughton   | 11               | 11               | 11               |  |  |                  |                  |                  |                  |                  |  |  |           | MEX S Terán      | 7         | 6         | 7         |
|                  | ARG F Rocha      | 4                | 5                | 6                |  |  |                  | CAN H Naughton   | 11               | 7                | 9                |  |  |           |                  |           |           |           |
|                  | COL K Gonzalez   | 3                | 4                | 0                |  |  |                  | MEX S Terán      | 7                | 11               | 11               |  |  |           |                  |           |           |           |
|                  | MEX S Terán      | 11               | 11               | 11               |  |  |                  |                  |                  |                  |                  |  |  |           |                  |           |           |           |

## Colocação final
| Pos.              | Nome              | Nacionalidade      |
| ----------------- | ----------------- | ------------------ |
| Medalha de ouro   | Amanda Sobhy      | USA Estados Unidos |
| Medalha de prata  | Olivia Blatchford | USA Estados Unidos |
| Medalha de bronze | Samantha Cornett  | CAN Canadá         |
| Medalha de bronze | Samantha Terán    | MEX México         |
| 5                 | Thaisa Serafini   | BRA Brasil         |
| 5                 | Hollie Naughton   | CAN Canadá         |
| 5                 | Giselle Delgado   | CHI Chile          |
| 5                 | Anita Pinto       | CHI Chile          |
| 9                 | Maria Falcione    | ARG Argentina      |
| 9                 | Fernanda Rocha    | ARG Argentina      |
| 9                 | Tatiana Damasio   | BRA Brasil         |
| 9                 | Karol Gonzalez    | COL Colômbia       |
| 9                 | Pamela Anckermann | GUA Guatemala      |
| 9                 | Winifer Bonilla   | GUA Guatemala      |
| 9                 | Karla Urrutia     | MEX México         |